# Grand prieuré de Toulouse
Le grand prieuré de Toulouse était un prieuré de l'ordre de Saint-Jean de Jérusalem. Il s'agissait de l'un des deux grands prieurés de la Langue de Provence avec le grand prieuré de Saint-Gilles ou le prieuré d'Arles qui prit sa suite.

## Historique
Le prieuré de Toulouse est créé le 21 juillet 1317 par le pape Jean XXII en démembrant le prieuré de Saint-Gilles de sa partie ouest.

## Liste des prieurs
| - 21 juillet 1317 - mai 1332 : Pierre d'Ongle - 30 août 1332 - ? : Sicard de Gabaret - 1332 - 1339 : Aycart de Miramont - 1340 - 1346 : Marquiot de Gozon (1re fois) - 1346 - 1347 : Esconte de Ryaterio - 1347 - † 1366 : Marquiot de Gozon (2e f.) / Marquès de Gozon - 1360 - 1368 : Raymond de Savin - 10 mai 1366 - 1370 : Dragonet de Montdragon - 1370 - 10 août 1370 : Sicard de Murviel - 1371 - † 1380 : Gaucher de la Bastide-Rolland (La Bâtie-Rolland) - 18 novembre 1381 - 1390 : Pierre d'Hauterive - 1391 - 1395 : Jean de Lautir - 1395 - 1411 : Raymond de Lescure, - 22 avril 1412 - 1427 : Pierre du Teil - 1427 - 1431 : Galhot de Montet - 1432 - 1435 : Hugues Ricard - 1436 - 1448 : Bertrandon d'Arpajon dit Tandon d'Arpajon, - 1418 - 1453 : Bérenger de Gozon - 1453 - 1475 : Pierre de Montlezun - 1475 - 1476 : Pierre de Raffin - 1476 - 1484 : Pierre de Ferrand - 1484 - 1483 : Pons de Malavitulae - 1490 - 1512 : Jean de Ranguis - 1512 - 1520 : François Flotte - 1520 - 1521 : Jean de Johanis - 1521 - 1522 : Gabriel de Murât de Lestang de Pomeyrols - 1523 - 1536 : Didier de Sainte-Jalle - 1536 - 1541 : Pierre de Grâce - 1544 - 1552 : Fauquet de Caritat (Fouquet, Foulquet, Fouque ; du Bourg: Foulques de Charitad) - 1552 - 1555 : Claude de Gruel de la Bourelh - 1555 - 1569 : Pierre de Beaulac-Tres-bons - 1570 - 1575 : Balthazar des Comtes de Vintimille - 1575 - 1581 : Mathurin do Lescur-Romegas | - 1581 - 1589 : Antoine-Scipion de Joyeuse - 1591 - 1595 : Pierre de Montauban Viguedenar - 1595 - 1597 : Jean de Soubiran Arifat - 1597 - 1610 : Raymond de Gozon Melac - 1613 - 1619 : Alexandre de Vendôme - 1620 - 1622 : Jean de Mars Livière - 1622 - 1630 : Joachim de Montaigut-Fromijières - 1630 - 1645 : Georges de Castellane d'Aluys - 1646 - 1655 : Henri de Merles-Beauchamp - 1656 - 1662 : Denys de Polastron-la-Hillière - 1663 - 1664 : Le Brun - 1664 - 1668 : Horace de Blacas d'Aups - 1668 - 1672 : Antoine de Roubin-Granson - 1673 - 1688 : François Paul de Béon-Masses-Cazaux - 1689 - 1701 : Frédéric de Berre-Collongue - 1702 - 1708 : Gaspard de Pontèves-Bargène - 1719 - 1731 : Octave de Galléan - 1732 - 1734 : René du Pré - 1735 - 1743 : Charles d'Ayguières-Frignand - 1744 - 1746 : Antoine de Robin Barbentane - 1747 - 1748 : Charles de Roquefort Marquein - 1749 - 1756 : Henri-Louis de Chalvet-Rochemontès - 1757 - 1767 : François-Antoine d'Albertas - 1768 - 1772 : Louis-Hippolyte de Varagne-Belesta-Gardouch - 1771/73 - 1787 : René de Léaumont - 1787 - 1789 : Richard-Jean-Louis de Sade |

## Possessions

### Commanderies
Les hospitaliers possédaient 80 commanderies dans la langue de Provence, 25 dépendaient de Toulouse et 55 de Saint-Gilles. Les commanderies suivies de la croix pattée rouge () sont des anciennes possessions de l'ordre du Temple :
En Aquitaine
En Béarn
- Commanderie de Caubin et Morlaàs[14]

En Gascogne
- Commanderie de Bordères ()[15]
  - Aureilhan, la maison de l'Hôpital de
    - Bagnères[N 17]
    - Bazillac
    - Campan (Campau)
    - Castelnau-Rivière-Basse
    - Lafitole (La Fitolle)
    - Marquerie
    - Maubourguet
    - Mengoi
    - Perroton
    - Peyriguère (Peyriguière) ( ?)
    - Préchac (Hautes-Pyrénées)? (Preychac)
    - Sarrouilles
    - Souyeaux (Soyaux)

  - Gayan (Gajen) ()
  - Gerde (Geys) et Saint-Marc-du-Bouchet en vallée d'Aure
  - Guchen (), chapelle Notre-Dame du Bouchet de (de Boisset)
  - Pintac (), église de[N 18]
  - Ossun, église, grange et dîme de ()
  - Tachoires, fief de ()
- Commanderie de Boudrac ()[16],[17]
  - Commanderie d'Aragnouet (Aragnovet)[N 19]
- Commanderie de La Cavalerie en Armagnac dite aussi de La Claverie ()[18]. Castéra-Verduzan, Gers
  - Lectoure ; église Saint-Jean de Somonville ()
  - Manciet (, en partie)
  - Marmont et Oumet
  - Nomdieu, commanderie de ; a eu rang de commanderie jusqu'à la fin du XVe siècle
  - Riscle, maison de l'Hôpital de ; église Saint-Christophe
    - Saint-Barthélemy de Lapressère[N 20] (annexe)

  - Sainte-Christie-d'Armagnac, avait rang de commanderie avant la dévolution de la Cavalerie.
    - Abrin
    - Aurens[N 21]
    - Saint-Louvier

  - Tenorencha
- Commanderie de Poucharramet[19]

En Languedoc
- Commanderie de Larmont (, v.  1350-1550)[N 22] (Le Castéra, Haute-Garonne)
- Commanderie de Montsaunès ()
- Commanderie de Renneville (Renneville, Haute-Garonne)[20],[N 23]
  - Commanderie de Saint-Laurent de Puylaurens
    - Commanderie de l'Hôpital d'Orfons (Arfons, Tarn)[21]
- Commanderie de Pexiora dite de Puissubran

En Périgord
- Commanderie des Andrivaux ()
- Commanderie de Bonnefare
- Commanderie de Combarenches
- Commanderie de Condat-sur-Vézère
- Commanderie de Montguiard
- Commanderie de Périgueux
- Commanderie de Saint-Avit de Fumadière
- Commanderie de Saint-Nexans
- Commanderie de Sarjeac
- Commanderie de Soulet